# 占婆解放陣線
占婆解放陣線（FLC）是一個已不存在的占婆民族主義組織，活躍於越南寧順省和西原。這個組織於1962年成立，後來於1964年與高原解放陣線（FLHP）、下高棉解放陣線（FLKK）合併，組成被壓制民族鬥爭統一戰線（FULRO）。